# 余廷瓚
余廷瓚（？—1519年），字伯獻，江西饒州府鄱陽縣人。明朝政治人物。

## 生平
正德二年（1507年）丁卯科江西鄉試舉人，正德九年（1514年）甲戌科進士，授行人司行人，后累升至司副。明武宗南巡之爭中，當時禮部、兵部官員紛紛進諫，余廷瓚以率領行人司官員陳述不可巡遊，其奏摺單獨被通政司扣留。幾天后，各位官員已被罰跪，其疏才上。武宗讀後更怒，對其懲罰尤其嚴格。余廷瓚在杖刑后身亡。兵部員外郎陸震、兵部主事劉校、工部主事何遵、大理寺評事林公黼、行人詹軾、劉㮣、孟陽、李紹賢、李惠、王翰、李翰臣，刑部照磨劉玨等十餘人同死於廷杖。